# Tournoi d'ouverture du championnat d'Haïti de football 2020-2021
Navigation
Tournoi précédent Tournoi suivant
Le tournoi d'ouverture de la saison 2020-2021 du Championnat d'Haïti de football est le premier tournoi saisonnier de la trente-et-unième édition de la première division à Haïti. Les dix-huit meilleures équipes du pays sont regroupées au sein d’une poule unique, où elles s’affrontent une seule fois. Il n’y a pas de relégation à l’issue du tournoi.
Après l'arrêt prématuré du tournoi de clôture 2019 en septembre 2019 en raison des manifestations populaires survenues à Haïti, puis de nouveau en mars 2020 avec la pandémie de Covid-19 qui empêche le bon déroulement du tournoi d'ouverture 2020, aucun tournoi de clôture n'est tenu en 2020.
Cette instabilité dans le football haïtien permet néanmoins une restructuration du sport au pays et la fédération haïtienne de football décide de faire basculer de nouveau le calendrier annuel en calendrier saisonnier.

## Les équipes participantes
| \| Real Hope AS Capoise FICA Arcahaie Tempête Baltimore Don Bosco Racing Gonaïves América Juventus Violette RC Haïtien Triomphe Mirebalais Ouanaminthe Cavaly Rivartibonitienne Cosmopolites \| Localisation des équipes engagées. |
| Real Hope AS Capoise FICA Arcahaie Tempête Baltimore Don Bosco Racing Gonaïves América Juventus Violette RC Haïtien Triomphe Mirebalais Ouanaminthe Cavaly Rivartibonitienne Cosmopolites                                          |

| Club                  | Classement Ouverture 2020 | Ville                                      | Stade                    |
| --------------------- | ------------------------- | ------------------------------------------ | ------------------------ |
| Baltimore SC          | 1                         | Saint-Marc, Artibonite                     | Parc Levelt              |
| AS Cavaly             | 2                         | Léogâne, Ouest                             | Parc Julia-Vilbon        |
| Don Bosco FC          | 3                         | Pétion-Ville, Ouest                        | Stade Sylvio-Cator       |
| AS Capoise            | 4                         | Cap-Haïtien, Nord                          | Parc Saint-Victor        |
| Real Hope FA          | 5                         | Cap-Haïtien, Nord                          | Parc Saint-Victor        |
| Triomphe Liancourt FC | 6                         | Liancourt, Artibonite                      | Parc Mercinus-Deslouches |
| US Rivartibonitienne  | 7                         | Petite-Rivière-de-l'Artibonite, Artibonite |                          |
| FICA                  | 8                         | Cap-Haïtien, Nord                          | Parc Saint-Victor        |
| Juventus des Cayes    | 9                         | Les Cayes, Sud                             |                          |
| Violette AC           | 10                        | Port-au-Prince, Ouest                      | Stade Sylvio-Cator       |
| Arcahaie FC           | 11                        | Arcahaie, Ouest                            | Parc Saint-Yves          |
| Cosmopolites SC       | 12                        | Delmas, Ouest                              |                          |
| AS Mirebalais         | 13                        | Mirebalais, Centre                         | Parc Nelson-Petit-Frère  |
| América des Cayes     | 14                        | Les Cayes, Sud                             | Parc Larco               |
| Ouanaminthe FC        | 15                        | Ouanaminthe, Nord-Est                      | Parc Notre-Dame de Vapor |
| Racing Gonaïves       | 16                        | Les Gonaïves, Artibonite                   | Parc Stenio-Vincent      |
| RC Haïtien            | 17                        | Port-au-Prince, Ouest                      | Stade Sylvio-Cator       |
| Tempête FC            | 18                        | Saint-Marc, Artibonite                     | Parc Levelt              |

## Compétition
Le barème de points servant à établir le classement se décompose ainsi :
- Victoire : 3 points
- Match nul : 1 point
- Défaite : 0 point

### Phase régulière

#### Classement
| Rang | Équipe               | Pts | J  | G | N  | P | Bp | Bc | Diff |
| ---- | -------------------- | --- | -- | - | -- | - | -- | -- | ---- |
| 1    | Arcahaie FC          | 30  | 17 | 9 | 3  | 5 | 20 | 10 | +10  |
| 2    | Baltimore SC         | 30  | 17 | 8 | 6  | 3 | 12 | 5  | +7   |
| 3    | Triomphe Liancourt   | 30  | 17 | 9 | 3  | 5 | 17 | 15 | +2   |
| 4    | AS Capoise           | 27  | 17 | 7 | 6  | 4 | 16 | 12 | +4   |
| 5    | Racing Club Haïtien  | 27  | 17 | 8 | 3  | 6 | 17 | 14 | +3   |
| 6    | Violette AC          | 25  | 17 | 5 | 10 | 2 | 18 | 13 | +5   |
| 7    | AS Cavaly            | 25  | 17 | 7 | 4  | 6 | 16 | 14 | +2   |
| 8    | América des Cayes    | 25  | 17 | 7 | 4  | 6 | 16 | 15 | +1   |
| 9    | Real Hope FA         | 23  | 17 | 6 | 5  | 6 | 21 | 15 | +6   |
| 10   | Tempête FC           | 22  | 17 | 6 | 4  | 7 | 18 | 15 | +3   |
| 11   | Juventus des Cayes   | 22  | 17 | 6 | 4  | 7 | 12 | 16 | -4   |
| 12   | US Rivartibonitienne | 20  | 17 | 5 | 5  | 7 | 15 | 22 | -7   |
| 13   | Don Bosco FC         | 19  | 17 | 4 | 6  | 7 | 11 | 18 | -7   |
| 14   | Ouanaminthe FC       | 18  | 17 | 4 | 6  | 7 | 11 | 18 | -7   |
| 15   | Cosmopolites SC      | 18  | 17 | 4 | 6  | 7 | 13 | 23 | -10  |
| 16   | FICA                 | 17  | 17 | 2 | 11 | 4 | 17 | 16 | +1   |
| 17   | Racing Gonaïves -1   | 15  | 17 | 3 | 7  | 7 | 12 | 18 | -6   |
| 18   | AS Mirebalais        | 14  | 17 | 2 | 8  | 7 | 10 | 19 | -9   |

|  | Qualification pour les demi-finales     |
|  | Qualification pour les quarts de finale |

### Phase finale

#### Tableau
|  |                      |               |               |               |               |   |     |            |            |            |            |             |     |   |        |        |        |        |        |  |  |
|  | 1/4 de finale        | 1/4 de finale | 1/4 de finale | 1/4 de finale | 1/4 de finale |   |     | 1/2 finale | 1/2 finale | 1/2 finale | 1/2 finale | 1/2 finale  |     |   | Finale | Finale | Finale | Finale | Finale |  |  |
|  |                      |               |               |               |               |   |     |            |            |            |            |             |     |   |        |        |        |        |        |  |  |
|  |                      |               |               |               |               |   |     |            |            |            |            |             |     |   |        |        |        |        |        |  |  |
|  |                      |               |               |               |               |   |     |            |            |            |            |             |     |   |        |        |        |        |        |  |  |
|  |                      |               |               |               |               |   |     |            |            |            |            |             |     |   |        |        |        |        |        |  |  |
|  |                      |               |               |               |               |   |     |            |            |            |            |             |     |   |        |        |        |        |        |  |  |
|  | Arcahaie FC t. a. b. | (1)           | 0             | 0             | (2)           |   |     |            |            |            |            |             |     |   |        |        |        |        |        |  |  |
|  | Arcahaie FC t. a. b. | (1)           | 0             | 0             | (2)           |   |     |            |            |            |            |             |     |   |        |        |        |        |        |  |  |
|  |                      |               | AS Capoise    | (4)           | 0             | 0 | (0) |            |            |            |            |             |     |   |        |        |        |        |        |  |  |
|  | AS Capoise           | (4)           | AS Capoise    | (4)           | 0             | 0 | (0) | 3          | 1          |            |            |             |     |   |        |        |        |        |        |  |  |
|  | AS Capoise           | (4)           |               |               |               |   |     |            | 1          |            |            |             |     |   |        |        |        |        |        |  |  |
|  | Racing Club Haïtien  | (5)           | 2             | 1             |               |   |     |            |            |            |            |             |     |   |        |        |        |        |        |  |  |
|  | Racing Club Haïtien  | (5)           | 2             | 1             |               |   |     |            |            |            |            | Arcahaie FC | (1) | 1 | 0      |        |        |        |        |  |  |
|  |                      |               |               |               |               |   |     |            |            |            |            | Arcahaie FC | (1) | 1 | 0      |        |        |        |        |  |  |
|  |                      | Violette AC   | (6)           | 2             | 1             |   |     |            |            |            |            |             |     |   |        |        |        |        |        |  |  |
|  |                      |               |               |               |               |   |     |            |            |            |            |             |     |   |        |        |        |        |        |  |  |
|  |                      |               |               |               |               |   |     |            |            |            |            |             |     |   |        |        |        |        |        |  |  |
|  |                      |               |               |               |               |   |     |            |            |            |            |             |     |   |        |        |        |        |        |  |  |
|  | Baltimore SC         | (2)           | 0             | 0             |               |   |     |            |            |            |            |             |     |   |        |        |        |        |        |  |  |
|  | Baltimore SC         | (2)           | 0             | 0             |               |   |     |            |            |            |            |             |     |   |        |        |        |        |        |  |  |
|  |                      |               | Violette AC   | (6)           | 1             | 1 |     |            |            |            |            |             |     |   |        |        |        |        |        |  |  |
|  | Triomphe Liancourt   | (3)           | Violette AC   | (6)           | 1             | 1 | 0   | 2          |            |            |            |             |     |   |        |        |        |        |        |  |  |
|  | Triomphe Liancourt   | (3)           |               |               |               |   | 0   | 2          |            |            |            |             |     |   |        |        |        |        |        |  |  |
|  | Violette AC          | (6)           | 3             | 1             |               |   |     |            |            |            |            |             |     |   |        |        |        |        |        |  |  |
|  | Violette AC          | (6)           | 3             | 1             |               |   |     |            |            |            |            |             |     |   |        |        |        |        |        |  |  |

#### Quarts de finale
| Club               | Aller | Retour | Club                | Commentaire |
| Triomphe Liancourt | 0-3   | 2-1    | Violette AC         |             |
| AS Capoise         | 3-2   | 1-1    | Racing Club Haïtien |             |

| 23 décembre 2020 | Violette AC                                                              | 3 - 0   | Triomphe Liancourt | Ranch de la Croix-des-Bouquets, Croix-des-Bouquets |  |
|                  | Miche-Naider Chéry 29e · Steevenson Guillaume 44e · Fritzner Oslin 90+1e | (2 - 0) |                    |                                                    |  |
|                  | Rapport                                                                  |         |                    |                                                    |  |

| 23 décembre 2020 | Racing Club Haïtien              | 2 - 3   | AS Capoise                  | Centre sportif Dadadou, Delmas |  |
|                  | Jean Dany Maurice 23e 75e (pen.) | (1 - 3) | 11e 13e 25e Jamesley Daniel |                                |  |
|                  | Rapport                          |         |                             |                                |  |

| 27 décembre 2020 | Triomphe Liancourt                  | 2 - 1   | Violette AC           | Parc Mercinus-Deslouches, Liancourt |  |
|                  | Garry Semé 47e · Mechack Jérôme 80e | (0 - 1) | 30e Maudwindo Germain |                                     |  |
|                  | Rapport                             |         |                       |                                     |  |

| 27 décembre 2020 | AS Capoise           | 1 - 1   | Racing Club Haïtien   | Parc Saint-Victor, Cap-Haïtien |  |
|                  | Richkard Georges 20e | (1 - 1) | 45e Jean Dany Maurice |                                |  |
|                  | Rapport              |         |                       |                                |  |

#### Demi-finales
| Club         | Aller | Retour | Club        | Commentaire       |
| Arcahaie FC  | 0-0   | 0-0    | AS Capoise  | Tirs au but : 2-0 |
| Baltimore SC | 0-1   | 0-1    | Violette AC |                   |

| 30 décembre 2020 | AS Capoise | 0 - 0   | Arcahaie FC | Parc Saint-Victor, Cap-Haïtien |
|                  |            | (0 - 0) |             |                                |
|                  | Rapport    |         |             |                                |

| 30 décembre 2020 | Violette AC         | 1 - 0 | Baltimore SC | Centre FIFA Goal, Croix-des-Bouquets |
|                  | Stevenson Guillaume |       |              |                                      |
|                  | Rapport             |       |              |                                      |

| 3 janvier 2021 | Arcahaie FC       | 0 - 0   | AS Capoise | Parc Saint-Yves, Arcahaie |
|                |                   | (0 - 0) |            |                           |
|                | Rapport           |         |            |                           |
|                | Tirs au but 2 - 0 |         |            |                           |

| 3 janvier 2021 | Baltimore SC | 0 - 1 | Violette AC        | Parc Levelt, Saint-Marc |
|                |              |       | Miche-Naider Chery |                         |
|                | Rapport      |       |                    |                         |

#### Finale
| 6 janvier 2021 | Violette AC        | 2 - 1   | Arcahaie FC     | Centre FIFA Goal, Croix-des-Bouquets |  |
|                | Roberto Louima 20e | (1 - 0) | Cinéus Éguynord |                                      |  |
|                | Rapport            |         |                 |                                      |  |

Lors de cette rencontre aller de la finale nationale au Centre FIFA GOAL de Croix-des-Bouquets entre le Violette AC et le Arcahaie FC, des bagarres entre joueurs faisant plusieurs blessés, notamment du côté de l'Arcahaie FC, émaillent cette partie avant que des invectives ne soient lancées de part et d'autre dans les médias après la rencontre.
| 10 janvier 2021 | Arcahaie FC                             | Abandonné | Violette AC                                     | Parc Saint-Yves, Arcahaie |                          |
|                 | Mylove Dorvilien 20e · Olnick Alezy 28e | (0 - 1)   | 1re Fritzner Oslin · 28e Samuel Mardochée Pompé | Arbitrage : Wilson Tilus  | Arbitrage : Wilson Tilus |
|                 | Rapport                                 |           |                                                 | Arbitrage : Wilson Tilus  | Arbitrage : Wilson Tilus |

Quatre jours plus tard, dans une situation sous haute tension, pour cette deuxième rencontre de cette série, plusieurs journalistes décident de ne pas se rendre à Arcahaie pour couvrir le match tandis que le club du Violette AC arrive au stade avec ses propres policiers pour des raisons de sécurité.
Pour cette phase retour de la finale nationale, le Violette ouvre la marque par Fritzner Oslin dès la première minute mais les locaux reviennent à égalité à la vingtième minute grâce à Mylove Dorvilien. C'est seulement quelques minutes après que les premiers incidents surviennent à la suite d'une altercation entre Samuel Mardochée Pompé du Violette et son adversaire de l’Arcahaie, Olnick Alezy. Wilson Tilus, arbitre de la rencontre, décerne alors un carton rouge à chacun des deux joueurs à la vingt-huitième minute et c'est alors que les pierres et les bouteilles pleuvent sur le terrain avant que des balles réelles ne se fassent entendre dans l'enceinte, accompagnées de gaz lacrymogène, contraignant à l'interruption de la rencontre. L'entraîneur du Violette fait quant à lui aussi partie des belligérants puisqu'il lance une chaise sur un supporter de l'équipe locale.
Les forces de l'ordre tentent rapidement de sécuriser le stade, ses abords où des véhicules sont incendiés, et même les axes routiers menant à Arcahaie mais un décès par balle en pleine tête est rapidement déclaré tandis que de nombreux blessés sont à déplorer, notamment Manoel Nelson, un journaliste local pour League Sport Plus,. Plusieurs acteurs et témoins de ces incidents remettent en question l'intervention de la police qui, pour faire cesser les violences et dégradations, a fait usage de gaz lacrymogène mais également de tirs à balles réelles avec des armes de poing comme des armes automatiques, une des balles touche alors mortellement un jeune supporter de l'Arcahaie de 22 ans.
Le bilan officiel fait état de deux décès, bien que des sources journalistiques avancent le nombre de cinq, et de nombreux blessés. La fédération haïtienne de football réagit en soirée par l'intermédiaire de son secrétaire général afin d'appeler au calme et condamner les actes de violence, tout en saisissant la Commission d’Organisation du Championnat Haïtien de Football Professionnel (COCHAFOP) pour faire la lumière sur cet événement tragique. Malheureusement, ces incidents sont récurrents dans le championnat haïtien, fréquemment confronté à des violences sur le terrain comme dans les tribunes tel que lors d'une rencontre entre Don Bosco et le Violette en saison régulière quelques semaines plus tôt. Le déroulement de cette finale laisse des traces au pays en plus de ternir l'image du football haïtien à l'international,.
| 24 février 2021 | Arcahaie FC | 0 - 1   | Violette AC        | Parc Bayas, Mirebalais |  |
|                 |             | (0 - 1) | 5e Kerlins Georges |                        |  |
|                 | Rapport     |         |                    |                        |  |

Quelques jours après la finale retour, le 15 janvier, la COCHAFOP déclare le Violette AC champion en lui donnant la victoire sur tapis vert au retour, amenant ainsi à un score cumulé de 5-1 Néanmoins, les réactions à cette décision ne se font pas attendre, particulièrement l'Arcahaie FC qui se sent lésé et pointé du doigt comme le seul coupable des événements. L'Arcahaie FC dépose naturellement un recours et obtient gain de cause le 5 février quand la commission de recours de la fédération ordonne la tenue d'une nouvelle finale retour sur terrain neutre et à huis clos qui est programmée pour le 24 février au Parc Bayas de Mirebalais, dans le centre du pays,. Si Arcahaie menace de ne pas se présenter pour cette nouvelle rencontre en protestation contre des sanctions jugées disproportionnées à leur encontre et trop légères envers le Violette AC, l'équipe participe finalement au match retour de la finale nationale qui se déroule dans le calme et voit le Violette AC remporter son septième titre, un premier depuis 1999.
| Vainqueur du tournoi d'ouverture 2020-2021 Violette AC 7e titre |

## Statistiques

### Buteurs
| Rang | Nom                  | Équipe             | Buts |
| 1    | Angelo Exilus        | Real Hope FA       | 12   |
| 2    | Anderson Nalien      | Triomphe Liancourt | 7    |
| 2    | Sandino Saint Jean   | AS Mirebalais      | 7    |
| 3    | Elyvens Déjean       | Don Bosco FC       | 6    |
| 3    | Steevenson Jeudi     | América des Cayes  | 6    |
| 3    | Jean Dany Maurice    | RC Haïtien         | 6    |
| 3    | Steevenson Guillaume | Violette AC        | 6    |

## Bilan de la saison
| Tournoi d'ouverture du championnat de football d'Haïti 2020-2021 |                        |
| Champion                                                         | Violette AC (7e titre) |
| Dauphin                                                          | Arcahaie FC            |
| Qualifications continentales                                     |                        |
| Championnat des clubs caribéens de la CONCACAF 2022              | Violette AC            |
| Championnat des clubs caribéens de la CONCACAF 2022              | Arcahaie FC            |